# أدريان سوندرز
أدريان سوندرز (بالإنجليزية: Adrian Saunders)‏ هو قاضي ومحامي دومينيكاوي، ولد في 4 يناير 1954.